# Nanga
Nanga (南画|, letteralmente "pittura meridionale", in riferimento alla Scuola Meridionale cinese), conosciuta anche con il nome di Bunjinga (文人画|, traducibile come "pittura letterata"),  fu una scuola pittorica giapponese che fiorì nel tardo periodo Edo tra artisti che, risentendo della forte influenza della cultura tradizionale cinese, consideravano la propria produzione pittorica quale espressione artistica di un intellettuale, o meglio ancora di un letterato, piuttosto che quella d'un semplice artista visivo.

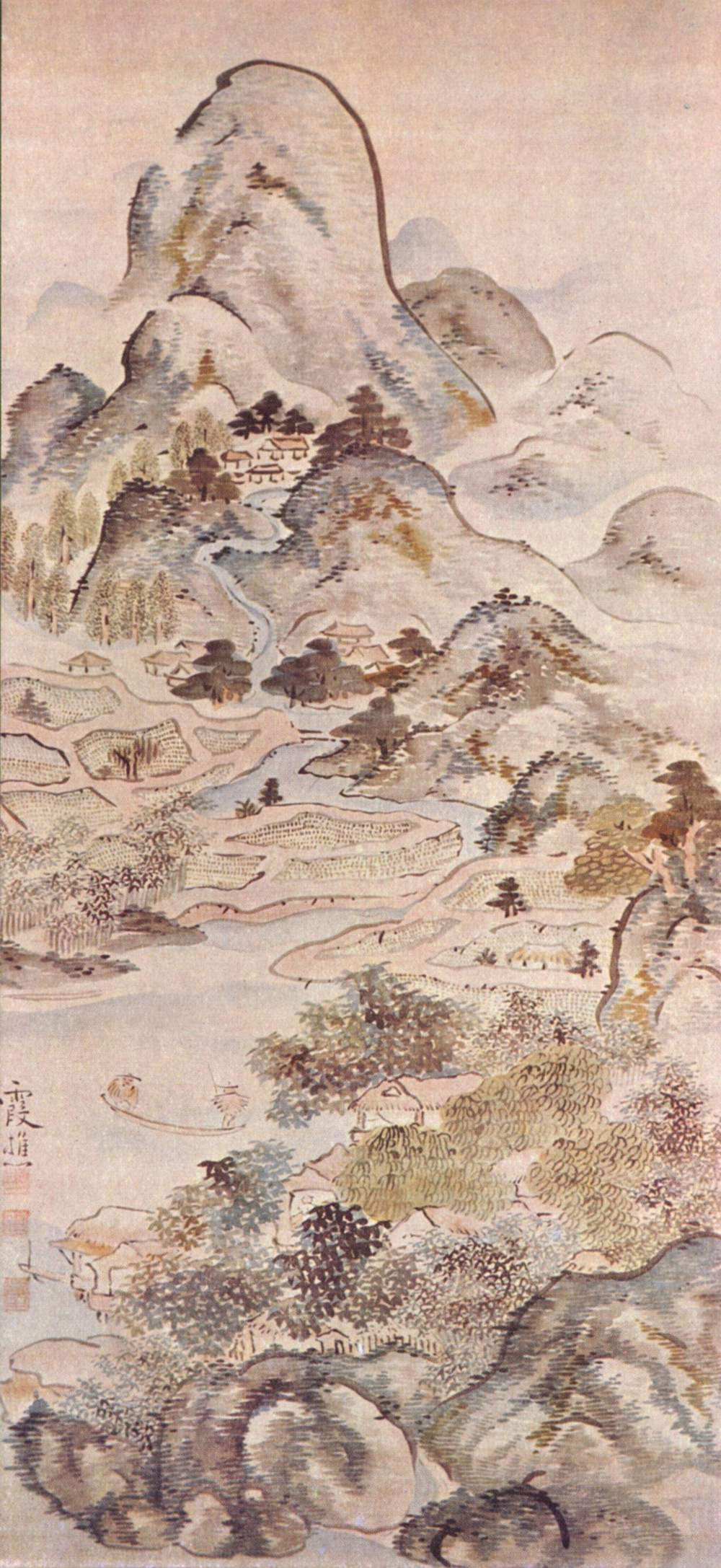
Pesca in primavera di Ike no Taiga.

## Etimologia del termine
Il nome  nanga è l’abbreviazione di  nanshūga, e fa riferimento alla scuola pittorica cinese denominata Scuola meridionale (nanzhonghua in cinese).

## Ideali estetici
La scuola nanga considerava la pittura, la calligrafia e la poesia  espressioni  artistiche complementari  che si dovessero integrare per raggiungere  un’espressione  artistica  perfetta  e capace di grande comunicazione. I dipinti dei pittori nanga  erano quindi spesso accompagnati da testi poetici o  pensieri e riflessioni suggeriti dal dipinto, redatti accuratamente in calligrafie ricercate e grafiche. L’idea  era che un intellettuale o letterato  dovesse essere maestro di tutte le arti tradizionali: pittura, calligrafia e poesia. 
I pittori nanga o letterati intendevano esprimere il ritmo, l’essenza e lo spirito della natura piuttosto che rappresentare  in modo realistico gli elementi naturali.  Nello stesso tempo era compito dell’artista mostrare  una sorta di distacco dalla pittura come se, in quanto  intellettuale, fosse al di sopra di un forte coinvolgimento nel proprio lavoro. 
Sebbene  ciascun  artista nanga  affermasse la propria unicità di pensiero e indipendenza  intellettuale, nell’insieme condividevano una grande ammirazione per la cultura cinese tradizionale. I loro dipinti, solitamente monocromi  ad inchiostro di china nero, talvolta con leggere coloriture ad acquarello,  ritraevano spesso paesaggi cinesi  o alla maniera dei  pittori letterati cinesi.

## Storia

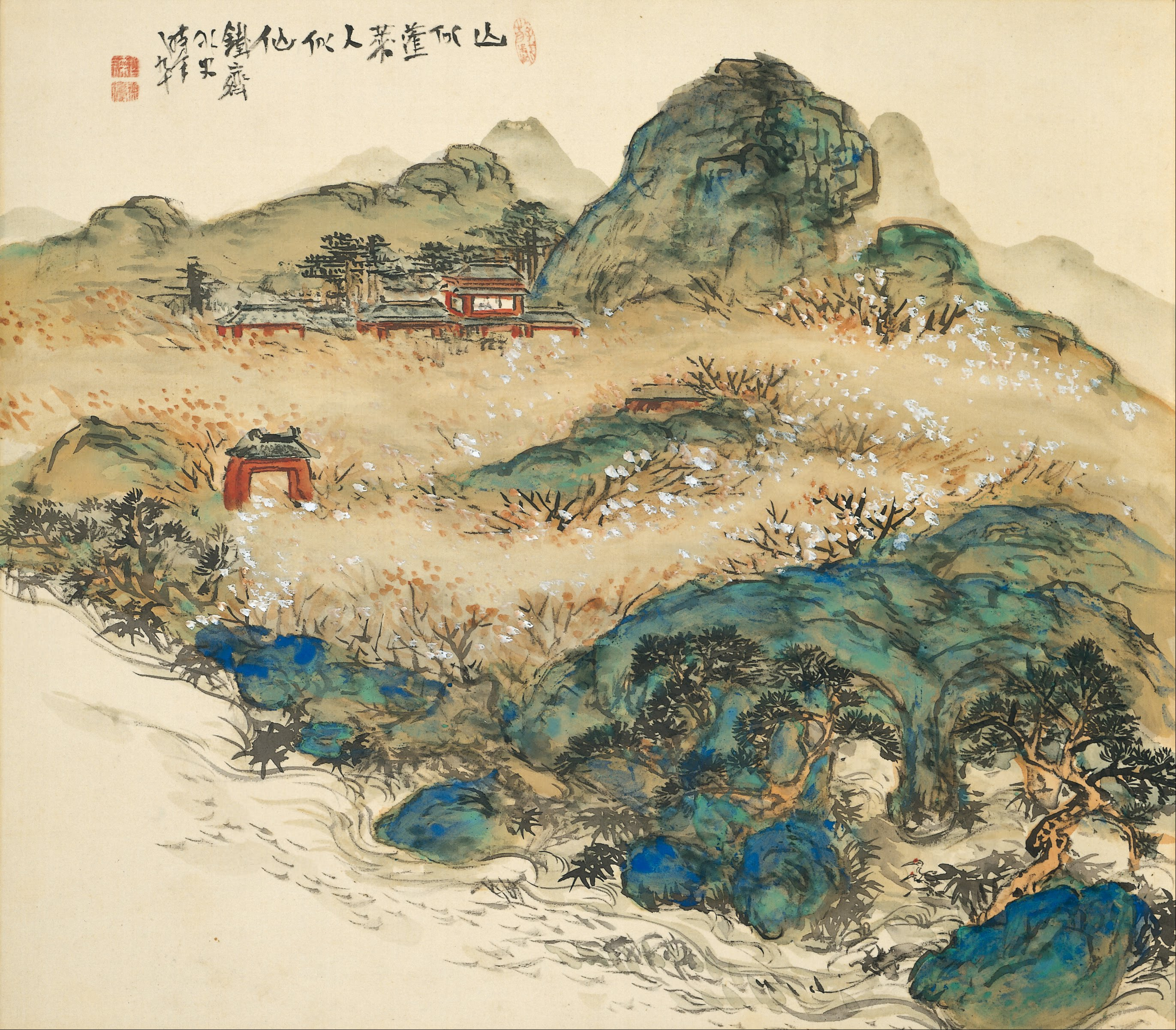
Monte Penglai (La montagna degli immortali) Tomioka Tessai Acquarello su seta – 1924 – Adachi Museum of Art (Yasugi)

Nonostante la politica isolazionistica sakoku attuata dai governi durante il periodo Edo, in Giappone  furono mantenuti dei contatti con la Cina, seppure assai  limitati.  Quel poco che poteva essere introdotto in Giappone dalle culture straniere era importato dagli Olandesi  attraverso l’unico porto ammesso agli stranieri oppure era introdotto direttamente da cinesi immigrati in Giappone.  
L’arte  Bunjinga  o nanga quindi si sviluppò in parte su stimolo di un limitato apporto di manuali e di opere originali  dalla Cina e in parte come razione oppositiva alle principali scuole artistiche contemporanee, quali la Scuola Kanō e la Scuola Tosa.
Tra i testi che influirono sulla formazione dei pittori nanga in Giappone ci fu la diffusione del volume “Manuale del giardino grande come un granello di senape” che descrive in dettaglio le tecniche pittoriche in uso in Cina e che fu pubblicato in Giappone ed ebbe grande diffusione.
Il maestro Kuwayama Gyokushū (1746–1799) fu il teorico sulla pittura nanga giapponese. 
Nei  suoi 3 volumi  Gyokushū gashu (Raccolta di saggi di Gyokushū, 1790), Gaen higen (Un modesto  commentario sulla pittura, 1795) e  Kaiji higen (Parole semplici in materia di pittura, 1799) invitava I pittori  letterati del Giappone a condividere la teoria e gli ideali artistici e culturali di  Dong Qichang ( 1555–1636. 
Secondo lo studioso Meccarelli, Kuwayama può essere considerato l’equivalente giapponese del maestro e teorico cinese Dong Qichang .
A differenza degli artisti letterati cinesi che erano per lo più accademici e  aspiravano a completare la loro formazione diventando pittori, i letterati giapponesi  non erano membri accademici, piuttosto  erano  principalmente dei pittori professionisti che aspiravano ad un riconoscimento accademico. Alcuni pittori si distinsero anche in altre tecniche artistiche quali la ceramica, la silografia e l’incisione di sigilli.

## Soggetti e stile
I dipinti Nanga or bunjinga ritraevano  essenzialmente soggetti della tradizione cinese, e in particolare paesaggi, uccelli e fiori. Nei paesaggi  predominano le rappresentazioni di montagne, picchi rocciosi  e cascate;  tra i fiori erano diffusi i “quattro nobili”: susino, crisantemo, bambù e orchidea. Poesie o altri testi  erano elementi importanti del dipinto ed erano aggiunti talvolta  con la collaborazione di altri artisti. 
A differenza di  scuole che si rifacevano direttamente allo stile del  proprio fondatore,  i pittori nanga non ebbero uno stile così unitario.  Pertanto ciascun artista mostrava  elementi  stilistici e creativi  propri e  diversificati  dai propri  maestri e  anche dai propri contemporanei. 
Alla fine del periodo Edo  con l’apertura  alla cultura occidentale, molti  pittori bunjin incominciarono ad assorbire elementi formali  o tecnici dall’arte europea, quali un maggiore rigore e realismo nella definizione dello spazio , ma non mutarono mai i soggetti che rimasero sempre quelli della pittura tradizionale cinese. 

## Critica
La critica contemporanea  non  sempre  accolse favorevolmente la pittura nanga.
Ernest Fenollosa e Okakura Kakuzō, i primi tra coloro che hanno contribuito alla diffusione dell’arte giapponese in occidente, avevano una posizione critica nei confronti della pittura nanga considerata  banale e di maniera.  Anche l’idea dell’integrazione tra pittura e calligrafia era vista dai moderni  pittori nihonga  una tecnica espressiva superata.  Al contrario,  successivamente, soprattutto ad inizio novecento, quindi in una fase avanzata del periodo Meiji, numerosi artisti giapponesi  guardavano con favore ai pittori nanga dei quali apprezzarono e condivisero  la rivendicazione dell’individualità dell’artista e la relativa libertà nell’uso delle tecniche pittoriche in favore di una grande libertà creativa.  

## Artisti di rilievo
Tra i pittori nanga  si distinsero  Yosa Buson (1716-1783), considerato anche un importante poeta di haiku che si cimentò in particolare nella pittura di paesaggio e  Ike no Taiga (1723–1776) che sperimentò e combinò liberamente diverse tecniche pittoriche, derivate anche da altre scuole, per realizzare dipinti vivaci  e talvolta umoristici.
- Hanabusa Itchō (1652–1724)
- Katori Nahiko (1723 – 1782)
- Kameda Bōsai (1752–1826)
- Tani Bunchō (1763–1841)
- Chikutō Nakabayashi (1776–1853)
- Chikuden Tanomura (1777–1835)
- Yamamoto Baiitsu (1783–1856)
- Watanabe Kazan (1793–1841)
- Chō Kōran (1804-1879)
- Matsubayashi Keigetsu (1876–1963)
- Tomioka Tessai (1837–1924),  generalmente considerato come l’ultimo  artista  nanga.

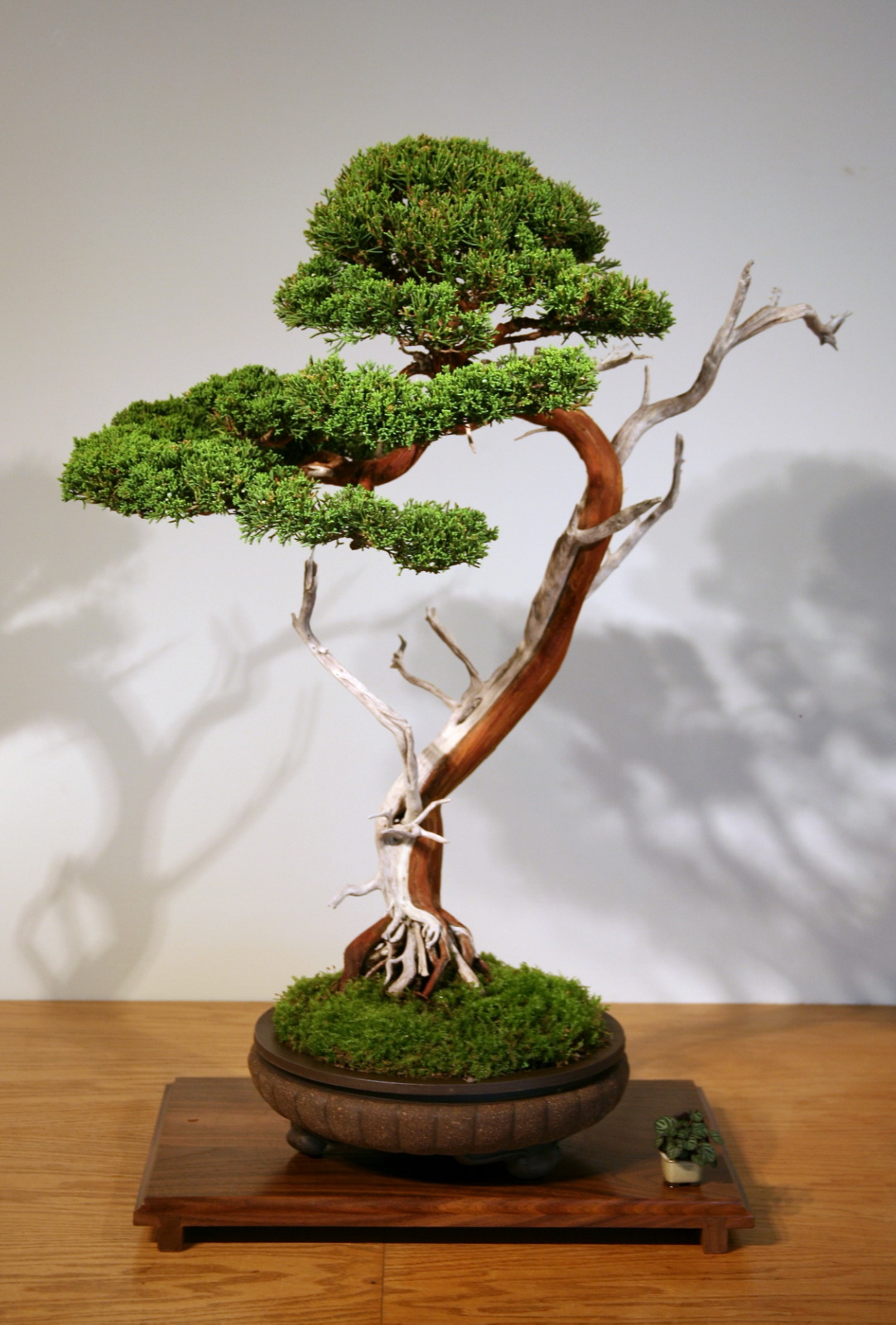
Ginepro Sargent in stile bunjin

## Influssi culturali
Uno stile particolare di  bonsai è chiamato  bunjin, bunjingi or "letterato" in quanto tende a realizzare forme che ricordano gli alberi ritratti nei dipinti nanga. Esemplari arborei di questo stile hanno spesso forma slanciata e poche ramificazioni, il tronco è alto e sottile e sormontato da un fogliame assai ridotto